# Agrostis jahnii
Agrostis jahnii là một loài thực vật có hoa trong họ Hòa thảo. Loài này được Luces mô tả khoa học đầu tiên năm 1953.